# Itea (Gattung)
Itea ist eine Pflanzengattung innerhalb der Familie der Iteaceae. Sie wird auch Rosmarinweiden (nicht zu verwechseln mit der Rosmarin-Weide (Salix repens subsp. rosmarinifolia (L.) Andersson)) genannt.

## Beschreibung

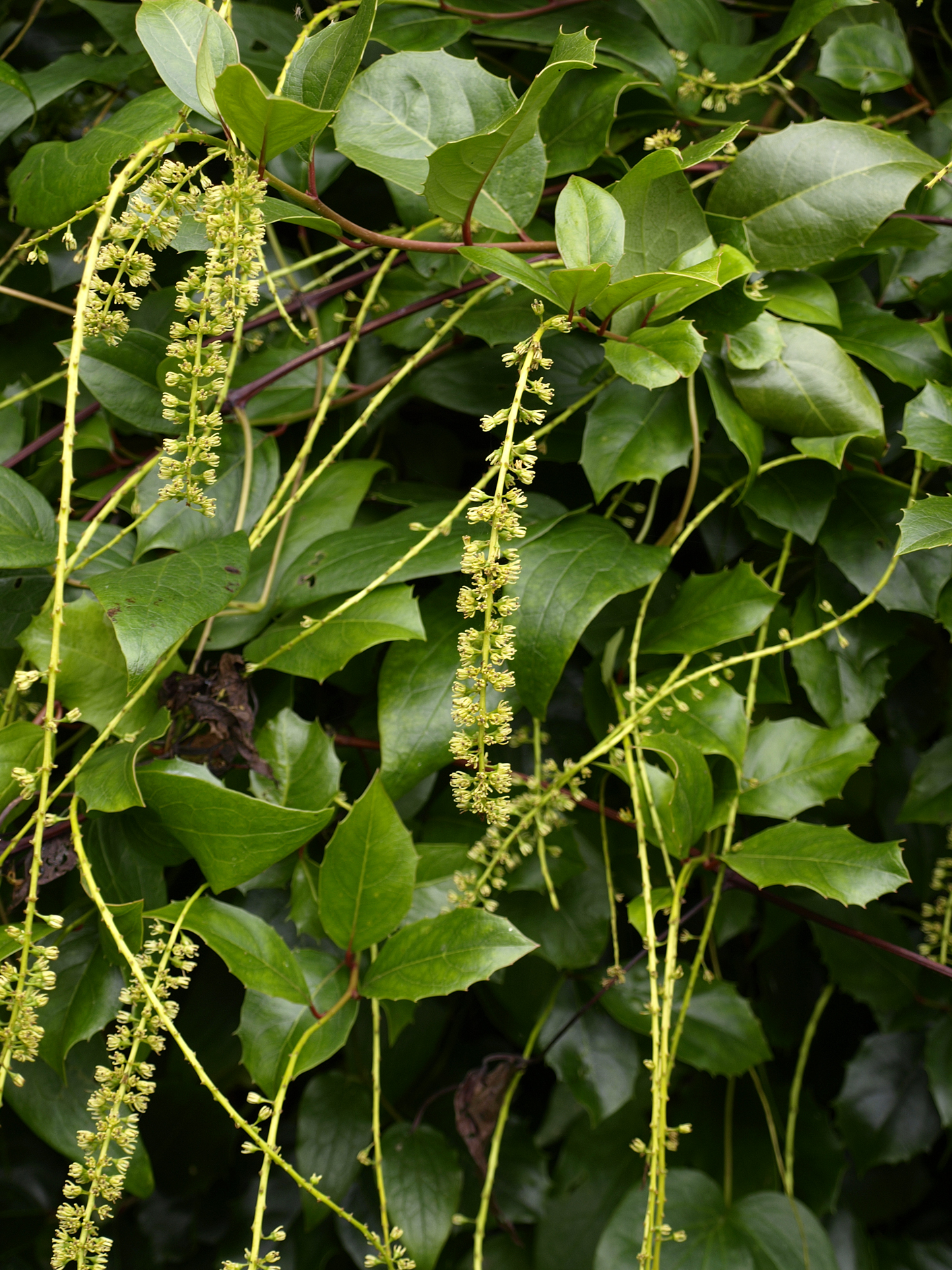
Laubblätter und Blütenstände der Stechpalmenblättrige Rosmarinweide (Itea ilicifolia)

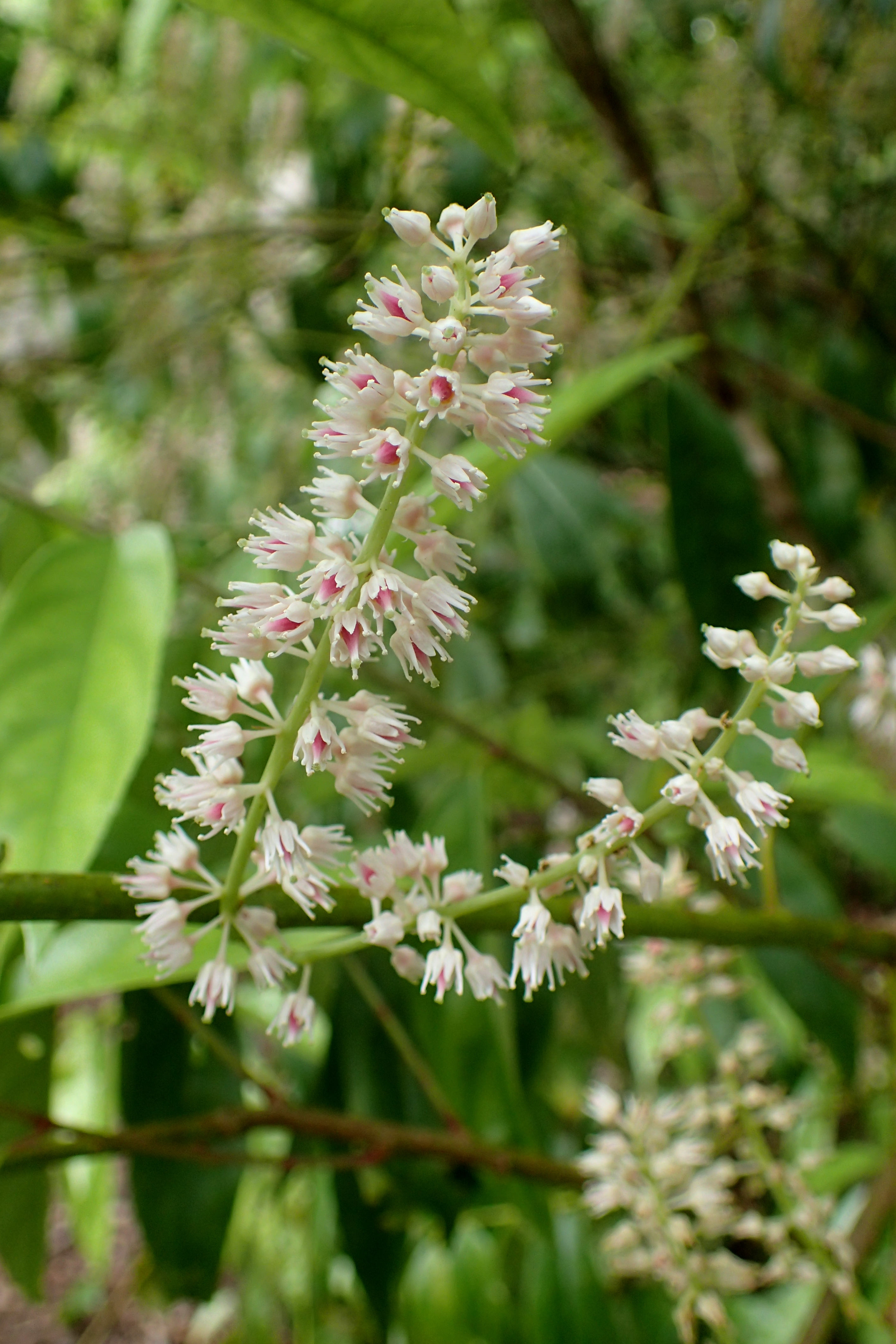
Itea chinensis

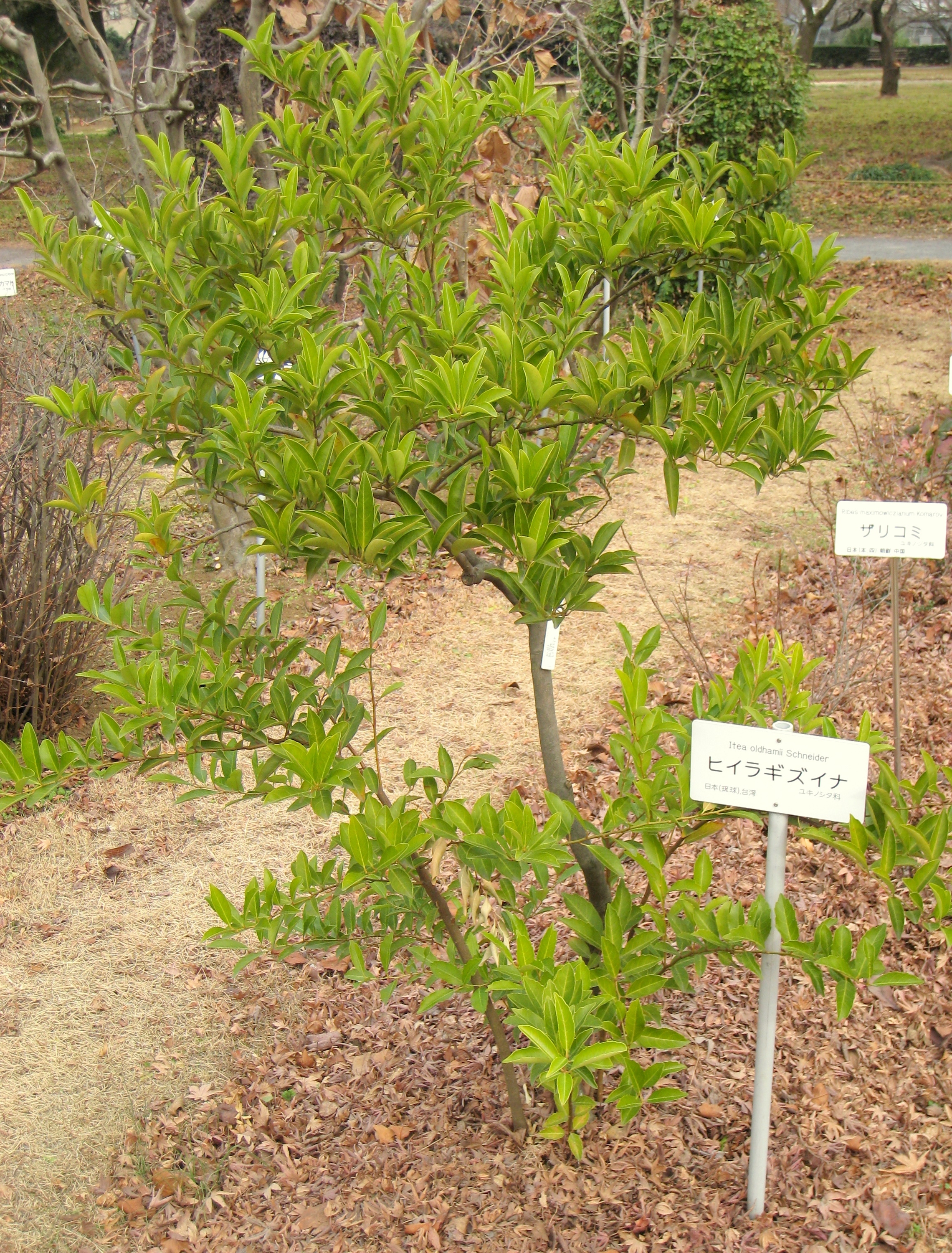
Habitus von Itea oldhamii

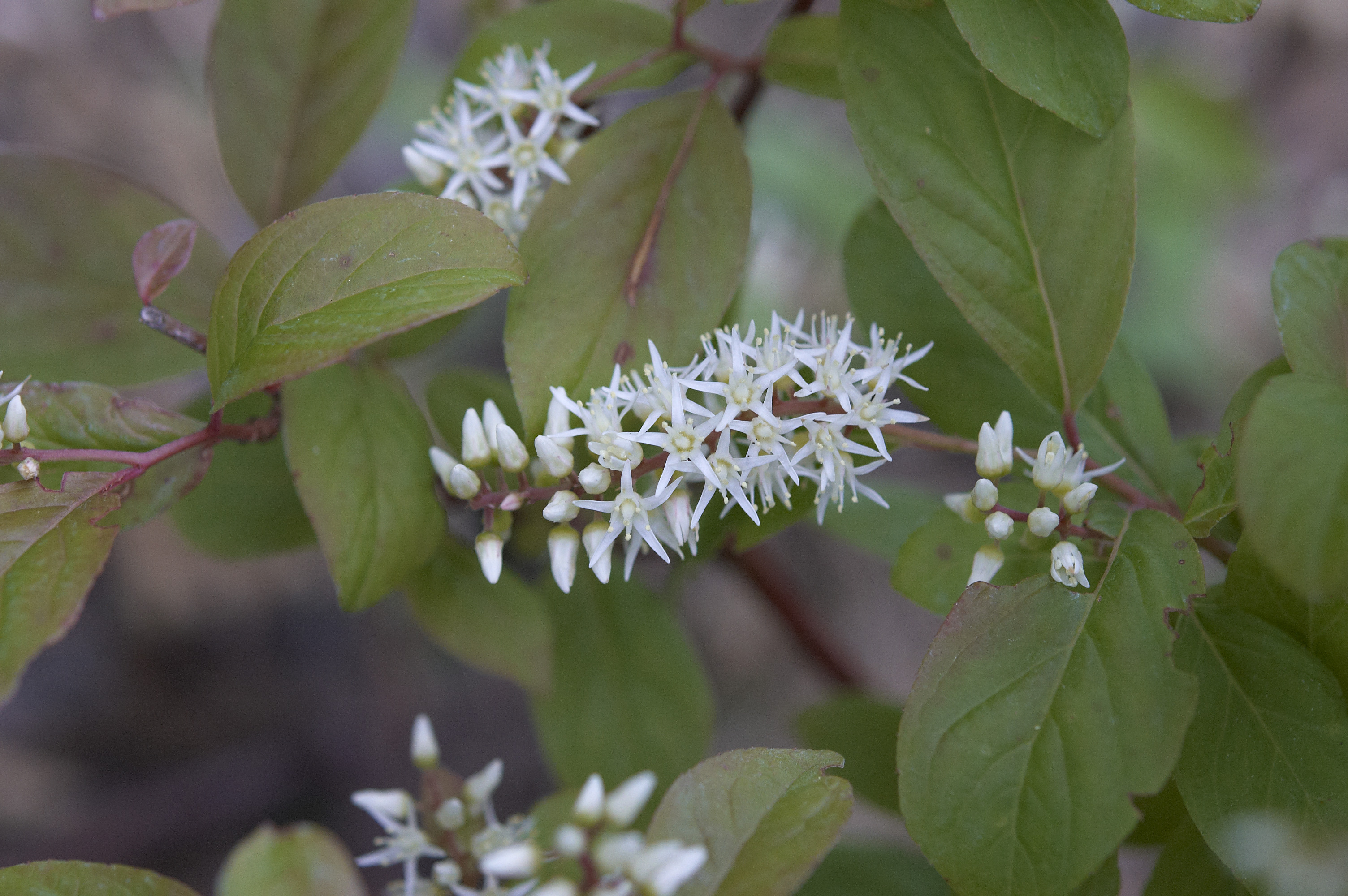
Blütenstand und Blüten der Amerikanischen Rosmarinweide (Itea virginica)

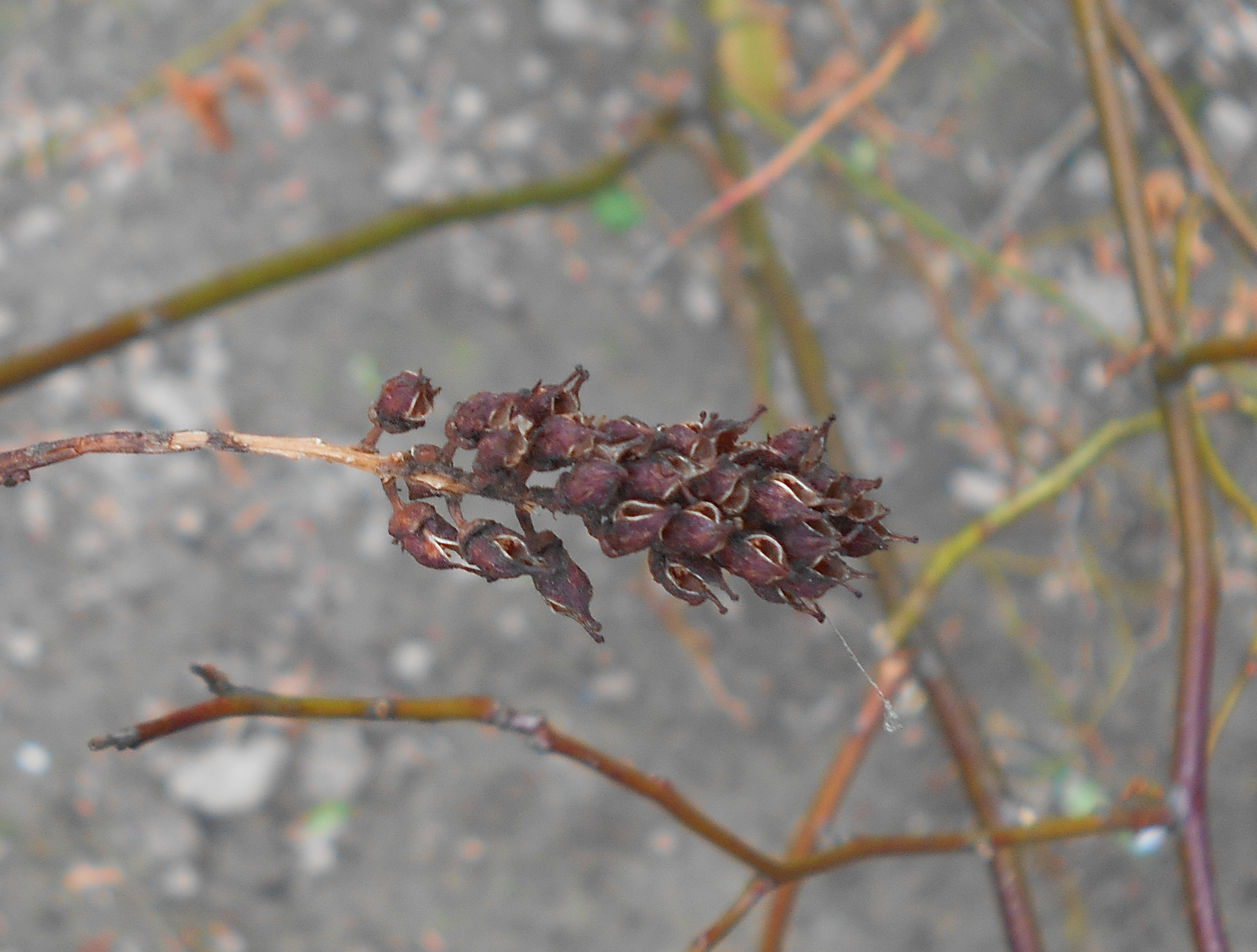
Fruchtstand und mit reifen Früchten der Amerikanischen Rosmarinweide (Itea virginica)

### Vegetative Merkmale
Bei den Itea-Arten handelt es sich um immergrüne oder laubabwerfende Sträucher oder kleine Bäume. Es sind keine Borsten und Dornen vorhanden. Die graue Borke schält sich nicht in Streifen ab. Die Endknospen sind nicht von Blättern eingehüllt. Die Rinde ausgewachsener Zweige ist kahl.
Die wechselständig und spiralig an den Zweigen angeordneten Laubblätter sind in Blattstiel und -spreite gegliedert. Die Blattstiele sind kürzer als ein Viertel der Spreitenlänge. Die einfache Blattspreite ist elliptisch oder verkehrt-eiförmig und können an ihrer Basis deutlich asymmetrisch sein. Die Blattflächen sind kahl und drüsig punktiert. Es liegt Fiedernervatur vor. Der Blattrand ist selten glatt, meist gesägt, gezähnt bis stachelig gezähnt. Die winzigen Nebenblätter sind pfriemförmig, schuppenartig, nicht haltbar und untereinander frei.

### Generative Merkmale
Viele Blüten sind in achsel- oder endständigen, einfachen oder verzweigten traubigen oder rispigen Blütenständen zusammengefasst. Die Deckblätter fallen früh ab.
Die kleinen, duftenden Blüten sind zwittrig oder eingeschlechtig, radiärsymmetrisch und fünfzählig mit doppelter Blütenhülle. Der Blütenbecher (Hypanthium) ist becherförmig. Die fünf grünen Kelchblätter sind verwachsen. Die fünf freien Kronblätter sind weiß oder gelblich-grün und fallen früh ab. Es ist nur ein Kreis mit fünf gleichen, freien, fertilen Staubblättern vorhanden. Die Staubbeutel besitzen zwei Theken und öffnen sich mit einem Längsschlitz. Der Pollen ist biporat. Es ist ein ringförmiger Diskus vorhanden. Zwei Fruchtblätter sind zu einem oberständigen oder teilweise unterständigen Fruchtknoten verwachsen; er ist mit dem Diskus verwachsen. Je Fruchtknotenkammer stehen vier bis fünfzig Samenanlagen meist in zwei Reihen. Die zwei freien oder teilweise verwachsenen Griffel enden jeweils in einer kopfigen Narbe oder sind nur im Bereich der Narbe verwachsen.
Auf der schmalen bis eiförmigen, zweifächerigen, längsgefurchten Kapselfrucht sind Kelch- und Kronblätter noch vorhanden; sie öffnet sich septizid und enthält viele oder nur wenige Samen. Es ist Endosperm vorhanden.

### Chromosomensätze
Die Chromosomengrundzahl beträgt x = 11.

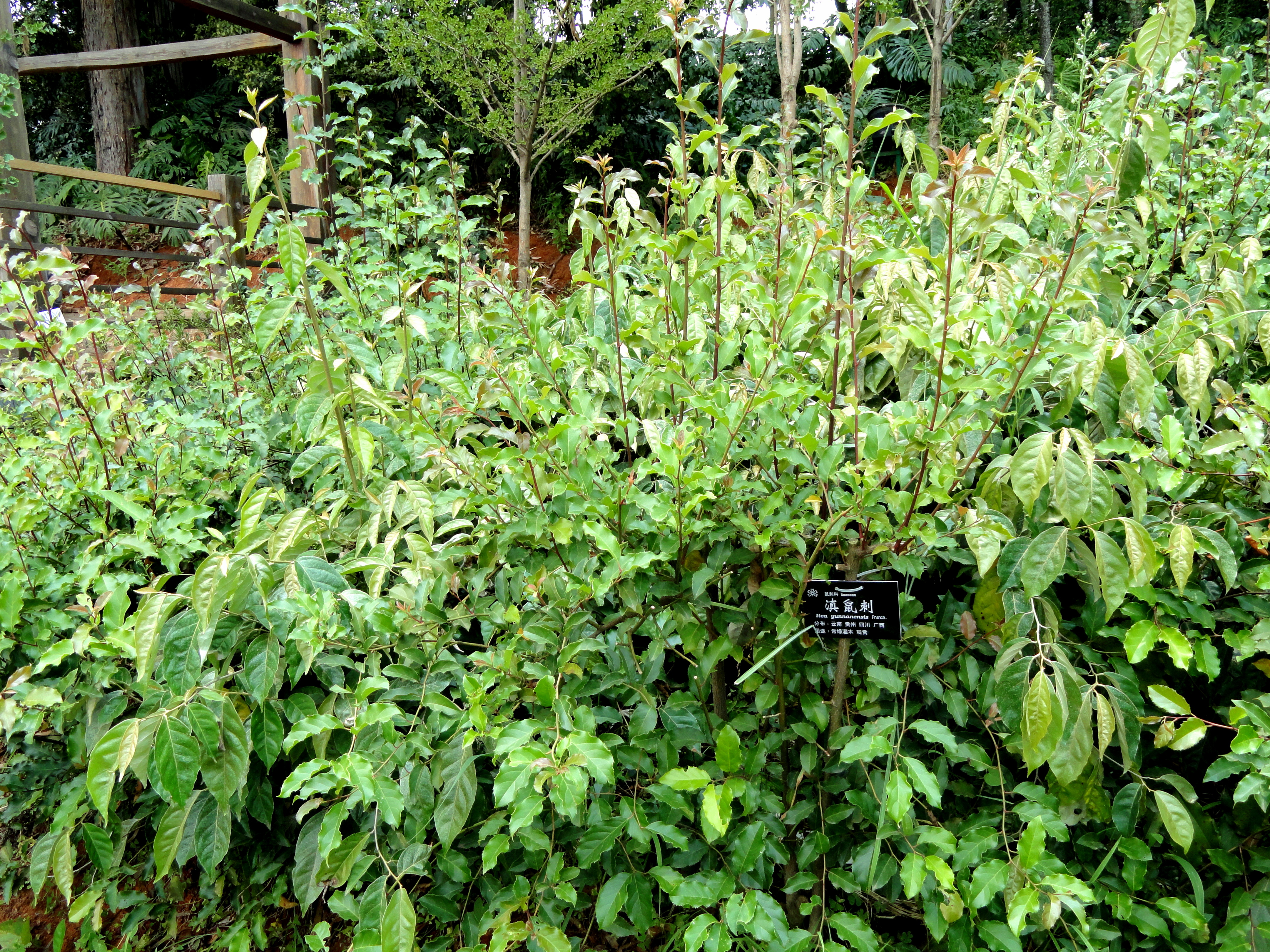
Habitus und Laubblätter von Itea yunnanensis

## Systematik und Verbreitung
Die Gattung Itea wurde 1753 durch Carl von Linné in Species Plantarum, Tomus I, S. 199 aufgestellt. Der Gattungsname Itea wurde in Griechischer Sprache für verschiedene Weiden-Arten (Salix spec.) verwendet. Der Ausdruck  Ιτέα Itea wurde schon von Homer sowohl in der Ilias als auch in der Odyssee verwendet. Carl von Linné übertrug den Namen auf die Gattung Itea, von der er nur die hier beschriebene Itea virginica L. mit ihren weidenähnlichen Laubblättern kannte.
Synonyme für Itea L. sind Choristylis Harv., Diconangia Adans., Kurrimia Wall. ex Meisn., Reinia Franch. Bei manchen Autoren ist Choristylis Harv. eine eigene, monotypische Gattung.
Die Gattung Itea wurde früher in die Familie der Escalloniaceae eingeordnet. Itea ist eine Pflanzengattung in der Familie der Iteaceae innerhalb der Ordnung der Saxifragales. Eine Weile war sie die einzige Gattung dieser Familie.
Durch Jordaan 2012 wurde die neue Sektion Itea sect. Choristylis (Harv.) Jordaan aufgestellt mit der einzigen Art Itea rhamnoides (Harv.)  Kubitzki.
Die Gattung Itea besitzt ein disjunktes Areal: Südostasien bis zum westlichen Malaiischen Archipel, eine Art (Itea virginica) im östlichen Nordamerika, östliches tropisches und südliches Afrika. In China kommen etwa 15 Arten vor, 10 davon nur dort.
In der Gattung Itea gibt es 18 bis 27 Arten (Auswahl):
- Itea amoena Chun: Sie kommt in der chinesischen Provinz Guangxi und vielleicht auch Guangdong vor.[9]
- Itea chinensis Hook. & Arn.: Sie kommt in Indien, Bhutan, Thailand, Laos, Myanmar, Vietnam und in China vor.[9]
- Itea coriacea Y.C.Wu: Sie gedeiht in Höhenlagen von 600 bis 1500 Metern in den chinesischen Provinzen Guangdong, Guangxi, Guizhou, Hainan und Jiangxi vor.[9]
- Itea glutinosa Handel-Mazzetti: Sie kommt in den chinesischen Provinzen Fujian, Guangxi, Guizhou und Hunan vor.[9]
- Stechpalmenblättrige Rosmarinweide (Itea ilicifolia Oliv.): Sie gedeiht in Höhenlagen von 1500 bis 1700 Metern in den chinesischen Provinzen Guizhou, westliches Hubei, südwestliches Shaanxi und östliches Sichuan vor.[9]
- Itea indochinensis Merrill: Sie kommt in zwei Varietäten in Vietnam und in den chinesischen Provinzen Guangdong, Guangxi, Guizhou und Yunnan vor.[9]
- Itea kiukiangensis C.C.Huang & S.C.Huang: Sie gedeiht in Mischwäldern in Höhenlagen von 1500 bis 2300 Metern im südöstlichen Tibet und im nordwestlichen Yunnan vor.[9]
- Itea kwangsiensis H.T.Chang (Syn.: Itea chingiana S.Y.Jin): Dieser Endemit gedeiht in Dickicht in Höhenlagen von etwa 400 Metern nur im Luocheng Xian im nördlichen Guangxi.[9]
- Itea japonica Oliv.: Sie kommt auf den japanischen Inseln Honshu, Kyushu und Shikoku vor.
- Itea macrophylla Wall. (Syn.: Itea luzonensis Elmer, Itea puberula Craib, Itea maesifolia Elmer): Sie kommt in Indien, Sikkim, Bhutan, Myanmar, Thailand, Vietnam, Indonesien, auf den Philippinen und in den chinesischen Provinzen Guangxi, südliches Yunnan sowie Hainan vor.[9]
- Itea nutans Royle: Sie ist vom nordöstlichen Pakistan bis zum westlichen Himalaja verbreitet.
- Itea oldhamii C.K.Schneid. (Syn.: Itea formosana H.L.Li): Sie kommt in Taibei im nördlichen Taiwan und auf den Ryūkyū-Inseln vor.[9]
- Itea omeiensis C.K.Schneid. (Syn.: Itea longibracteata Hu, Itea oblonga Hand.-Mazz., Itea stenophylla H.T.Chang): Sie gedeiht in Höhenlagen von 300 bis 1700 Metern in den chinesischen Provinzen Anhui, Fujian, Guangxi, Guizhou, Hunan, Jiangxi, Sichuan, Yunnan sowie Zhejiang[9]
- Itea parviflora Hemsl.: Sie gedeiht in offenen Wäldern in niedrigen bis mittleren Höhenlagen in Taiwan.[9]
- Itea rhamnoides (Harv.) Kubitzki (Syn.: Choristylis rhamnoides Harv., Choristylis shirensis Baker f., Choristylis ulugurensis Mildbr.): Diese Neukombination erfolgte 2007. Sie ist von Zentralafrika bis ins Südliche Afrika; von den Bergen des östlichen afrikanischen Rift, der Demokratischen Republik Kongo, Burundi, Uganda sowie Tansania über Malawi, Mosambik bis Simbabwe und Swaziland bis zu den südafrikanischen Provinzen Ostkap (dort Katberg, Hogsback, Keiskammahoek sowie Kentani), KwaZulu-Natal sowie Mpumalanga bis Soutpansberg verbreitet.[8]
- Itea riparia Collett & Hemsley: Sie kommt in Thailand, Myanmar und im südlichen Yunnan vor.[9]
- Itea tenuinervia S.Y.Liu: Sie wurde 2001 aus der chinesischen Provinz Guangxi erstbeschrieben.[9]
- Amerikanische Rosmarinweide[10] (Itea virginica L.): Die Heimat sind die östlichen, nördlichen und südlichen Vereinigten Staaten.[1] Von ihr gibt es einige Sorten, die als Zierpflanzen für Parks und Gärten verwendet werden.
- Itea yangchunensis S.Y.Jin: Sie wurde 1995 erstbeschrieben. Dieser Endemit gedeiht an Fließgewässern nur im Yangchun Xianim südlichen Teil der chinesischen Provinz Guangdong.[9]
- Itea yunnanensis Franch. (Syn.: Itea bodinieri H.Lév., Itea forrestii Y.C.Wu): Der deutschsprachige Trivialname Chinesische Rosmarinweide ist nicht eindeutig, weil es in China zehn endemische Arten gibt. Diese Art gedeiht in Höhenlagen von 1100 bis 3000 Metern im südöstlichen Tibet und in den chinesischen Provinzen Guangxi, Guizhou, südwestliches Sichuan sowie Yunnan vor.[9]

## Nutzung
Vor allem die Sorten der Amerikanischen Rosmarinweide (Itea virginica) werden als Zierpflanze in Parks und Gärten verwendet.
Von Itea japonica werden die jungen Blätter gekocht gegessen.